# 宋尚節

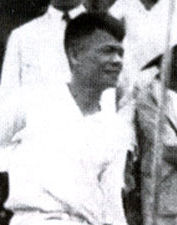
宋尚节

宋尚节（平話字：So̤̍ng Sā̤u-ceh；1901年9月27日—1944年8月18日），福建莆田人（其出生的村落鳳跡村現為福清市所轄），是二十世紀三十年代在中國教會復興具有影响力的一个奋兴布道家。

## 家庭背景
宋尚节的父亲宋学连是莆田美以美会（现在称为卫理公会，约翰卫斯理所创立的一个大宗派）的牧师。宋尚節童年時全家搬到莆田縣城。宋尚节很小的时候（小名主恩 （页面存档备份，存于）），就有在晚上或者他父亲生病时候代替讲道的经历。人们称他为“小牧师”。

## 求學與真實重生
1919年宋尚節以優異成績畢業於莆田哲理中學（也是該校第一個獲博士的校友 （页面存档备份，存于））。1926年，宋尚节在美国中部俄亥俄州的衛斯連大學就讀，後在俄亥俄州立大學得到化学博士的学位，因為他成績優異，又獲頒金鑰匙一枚。现在宋尚节写的博士论文还保存在俄州大学图书馆里，論文題目爲「有機鎂化合物的構造及格裏納試劑反應過程」。
1927年得到博士学位以后，1月10日在纽约协和神学院读书的时候，他经历到圣灵的浇灌。他说“这是我灵性的生日！”，所以他说虽然他很早就已经信耶稣了，但是这一次的经历给他很大的冲击。他说圣灵浇灌他好像几十次一样，“圣灵好像水一样，从头上浇灌我”。他心里面充满了喜乐，然后“圣灵一再一再地浇灌我”。他经过这一次的经历以后就非常地有能力，热心的传福音布道。那时候，协和神学院是自由派的，所以他们认为他发疯了，把他关起来。宋尚节这一段被关起来得时间，就把圣经读了几十遍等，于他的一段旷野时期。几乎每一个被神使用的人都有一段旷野时期，他那一段时间里面好像不能做什么，而是神借那个阶段磨练，造就他，特别是让他对神的话有更深的认识。

## 回國事奉與奮戰
宋尚節回國途中，想到《聖經》中的經文「我先前以爲與我有益的，我現在因基督都當作有損的」。當輪船駛近中國，他把象徵博士榮譽的金鑰匙和獎章，扔進太平洋裏。
1927年11月他开始在闽南传教，强调十字架、重生、宝血的主题。在初期时，他每次讲道就是讲重生，得救，要走十字架道路这样的主题。
在初期因為家庭原因只好兼職任教於中學並傳道。後因爲對基督徒向孫中山遺像鞠躬的做法不滿而遇到政治迫害和誹謗，故辭去教席全職佈道。
1931年2月18日，他加入“伯特利布道团”，和计志文等人同工，几乎走遍全国各省上百座城市，带领10万人归向基督。宋尚节在讲道中特別强调悔改。不只是要认罪，而且要“悔罪”，就是为自己所犯的罪来悔改。悔罪以后要“改罪”，改變过去在罪中的习性。认罪以后要“赔罪”，意思就是讹诈了谁，就要偿还他。过去曾經私拿公家的东西或是欠谁钱，就要歸还；若伤害人，要当面或写信向人认罪。因此他被称为中国的施洗约翰。宋尚节强调认罪要具体，包括细节，而不只是说“上帝哪，赦免我，我是一个罪人”，並且要一项一项具体地禱告。他列出二十几项大的罪，要人具体地认罪，祈求上帝的赦免。此外，他使用“实物教材”來引導聽道者明白真道。有一次他放一个棺材在讲台上面，喊著“发财，发财，发棺材！”，並躺到棺材里面，给人很深刻的印象，叫人要治死自己的貪財。後來為了便利巡迴各地講道使用，他就做了一個小棺材放在胸前的口袋裡，每當講道時就拿出來。平常聚会时他会边讲道边唱一段诗歌。
1944年，他在北平病逝，安葬于香山。

## 後人
妻子：余锦华（1901年－1980年），1927年與宋尚节在莆田卫理公会礼拜堂举行婚礼
- 女儿：宋天婴（1929年－1993年）[1][2]，于1958年被捕，以反革命罪被判18年
- 女儿：宋天真（1932年－2014年）嫁王恩慶[2][3]
  - 外孙：王天声牧师（1957年－），42歲全時間服事，2003年起在加拿大安大略省温莎市华人宣道会负责華语事工[2][4][5]
    - 三名外曾孫[4]

  - 外孙：宋恩声（随母姓）[2]
- 女儿：宋天權（1935年－）[2]
  - 一名外孙，今在山西太原[1]
    - 一名外曾孙[6]
- 兒子：宋天旨（1937年－1941年）[1]

## 外部連結
- 宋尚節墳墓遺址（页面存档备份，存于）

- 宋尚節傳（页面存档备份，存于）
- 宋尚節傳繁 [永久]
- 靈歷集光（页面存档备份，存于）
- 基督工人恩典院（页面存档备份，存于）